# 三合院
三合院為漢族傳統民居的基本形制，常見於中國大陸與臺灣，在東南亞也有分布。三合院一般由北面正房（正身）和东西厢房（護龍）组成。由于房屋坐落于三个方向，故名三合院。

## 發展
古代中國的倫理觀念，長幼有序，左尊右卑。正廳為祭祀與接待賓客之處，左房是戶長居室，右房是長輩居室；左護龍為長子所住，右護龍為次子所住；若家中人丁旺盛，則於左右護龍外，再加蓋「外護」，屋舍高度則隨正廳（房）、護龍依次下降。 
三合院是四合院的簡化形式，通常是將四合院南房直接用院牆代替，大門也採用門樓樣式。其它形式有一條龍、單伸手（二合院）。

## 分布

### 福建
- 福州市台江區 侯德榜故居
- 福州市閩侯縣 孫厝里
- 福州市閩侯縣 洪氏三兄弟老宅（蔗洲路83號）

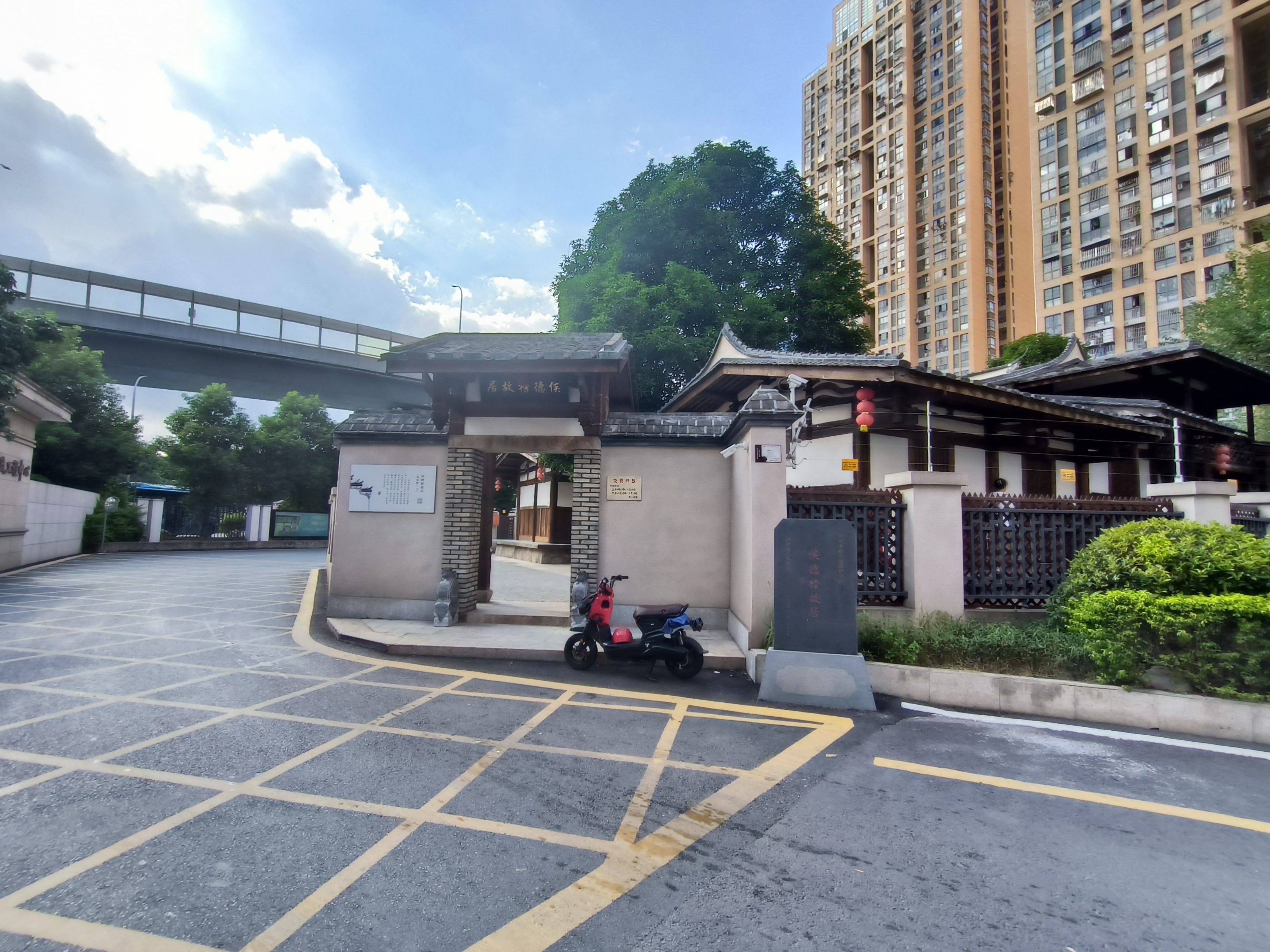
福州市台江區寧化街道侯德榜故居

### 台灣
- 基隆市仁愛區 修竹居
- 臺北市大安區 龍安坡黃宅濂讓居
- 臺北市大安區 義芳居
- 臺北市南港區 南港闕家古厝
- 新北市淡水區 公司田溪程氏古厝
- 新北市五股區 守讓堂
- 新北市蘆洲區 蘆洲李宅
- 新北市深坑區 黃氏永安居
- 新北市深坑區 黃氏興順居
- 宜蘭縣礁溪鄉 吳沙故居
- 宜蘭縣員山鄉 大三鬮林宅
- 宜蘭縣五結鄉 黃舉人宅
- 桃園市大溪區 李騰芳古宅
- 桃園市大溪區 簡送德古宅
- 桃園市新屋區 新屋范姜祖堂
- 桃園市蘆竹區 蘆竹德馨堂
- 新竹縣北埔鄉 天水堂
- 臺中市西屯區 張家祖廟
- 臺中市清水區 社口楊宅
- 臺中市清水區 社口林宅
- 彰化縣永靖鄉 餘三館
- 彰化縣秀水鄉 馬興陳宅
- 彰化縣社頭鄉 月眉池劉氏古厝
- 南投縣埔里鎮 烏牛欄黃宅
- 雲林縣西螺鎮 廖家祠堂
- 雲林縣二崙鄉 崇遠堂
- 嘉義市西區 北社尾王姓宗祠
- 臺南市北區 西華堂
- 臺南市新化區 新化鍾家古厝
- 臺南市柳營區 吳晉淮故居
- 臺南市楠西區 鹿陶洋江家宗祠
- 高雄市楠梓區 右昌楊家古厝
- 高雄市左營區 廍後薛家古厝
- 高雄市鼓山區 內惟李氏祖厝
- 高雄市大樹區 莊家古厝

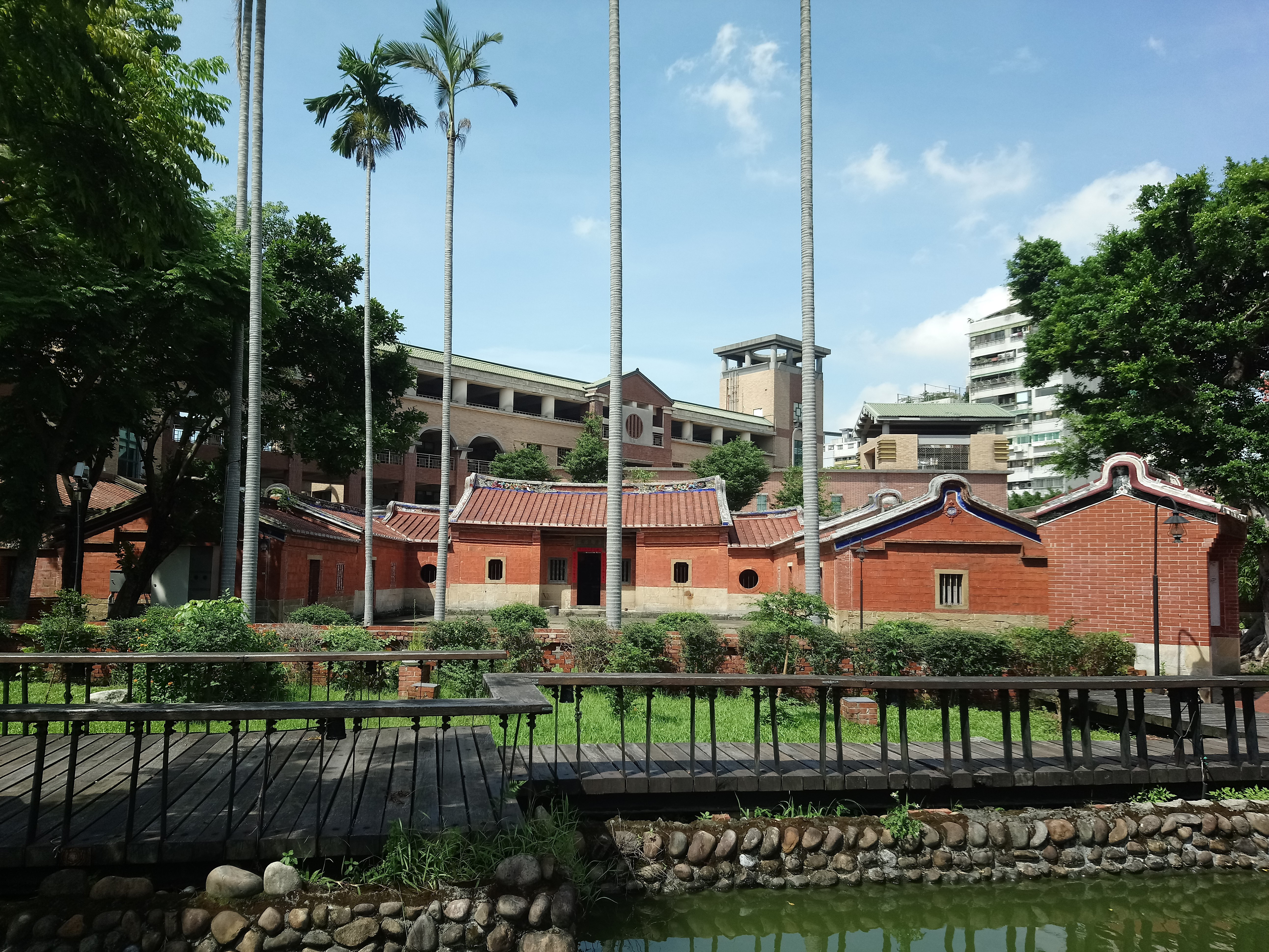
臺北市大安區龍安坡黃宅濂讓居
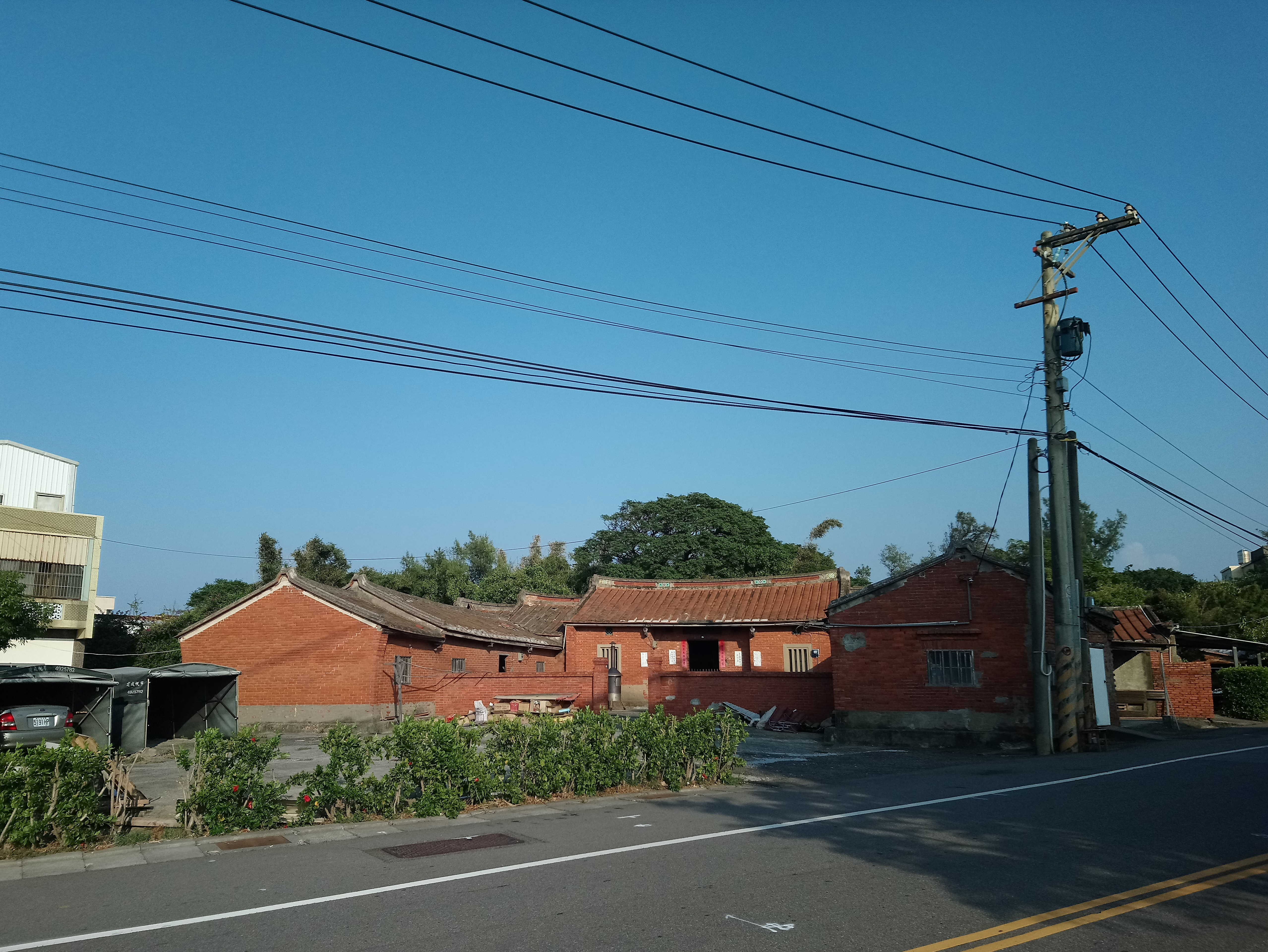
桃園市觀音區白玉里的三合院。
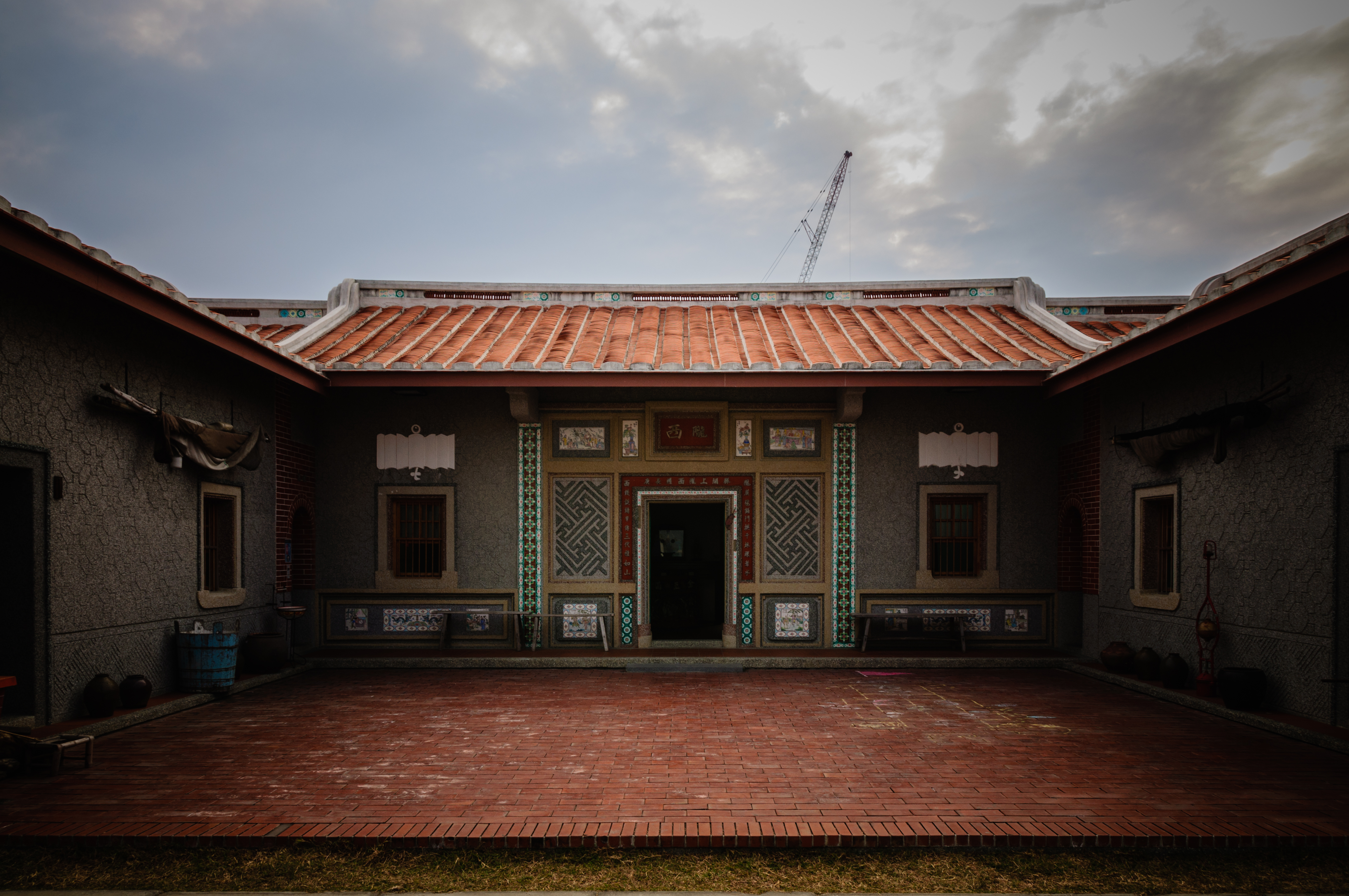
高雄市小港區小港紅毛港文化園區的三合院

### 其他地區
- 泰國曼谷空訕縣黌利宅
- 泰国曼谷空讪县 廊1919

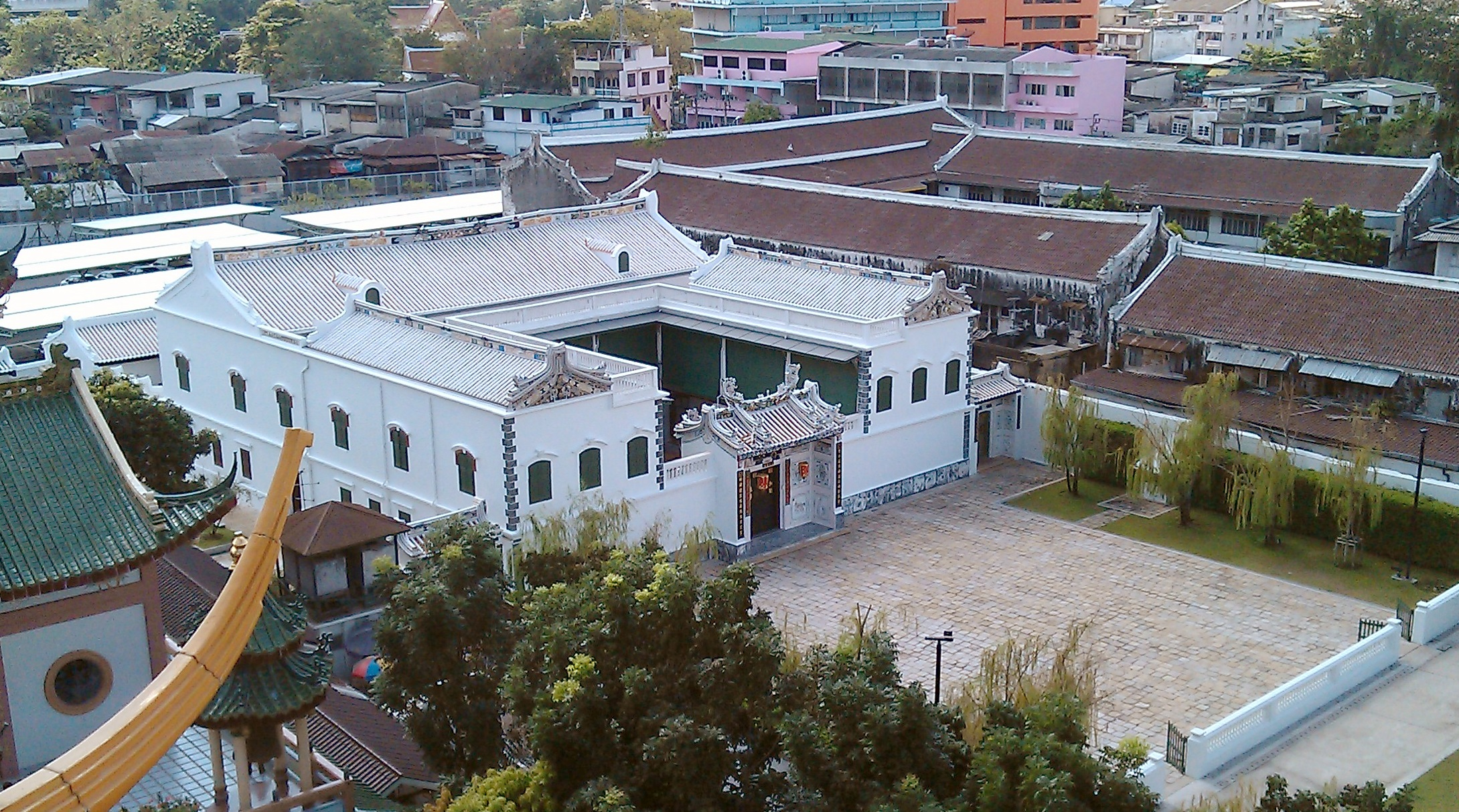
泰國曼谷黌利宅